# Chelsea Green
Chelsea Anne Green-Cardona (Victoria, Columbia Británica; 4 de abril de 1991) es una luchadora profesional canadiense que compite para la WWE en su marca SmackDown con el nombre Chelsea Green.
Green compitió en la WWE para la temporada de 2015 de Tough Enough donde salió eliminada, en 2018 fue firmada por la empresa, pero fue dejada en libertad a inicios del 2021, regresando en 2023. Entre su logros en WWE ha ostendado el  Campeonato Femenino de Parejas (junto a Sonya Deville y Piper Niven) y es la campeona inaugural del Campeonato Femenino de los Estados Unidos, En Impact fue Campeona de Knockouts en una ocasión; entre otros logros se destaca como campeona en equipos con Santana Garrett en PW2.0, y con Taeler Hendrix en QOC.

## Carrera

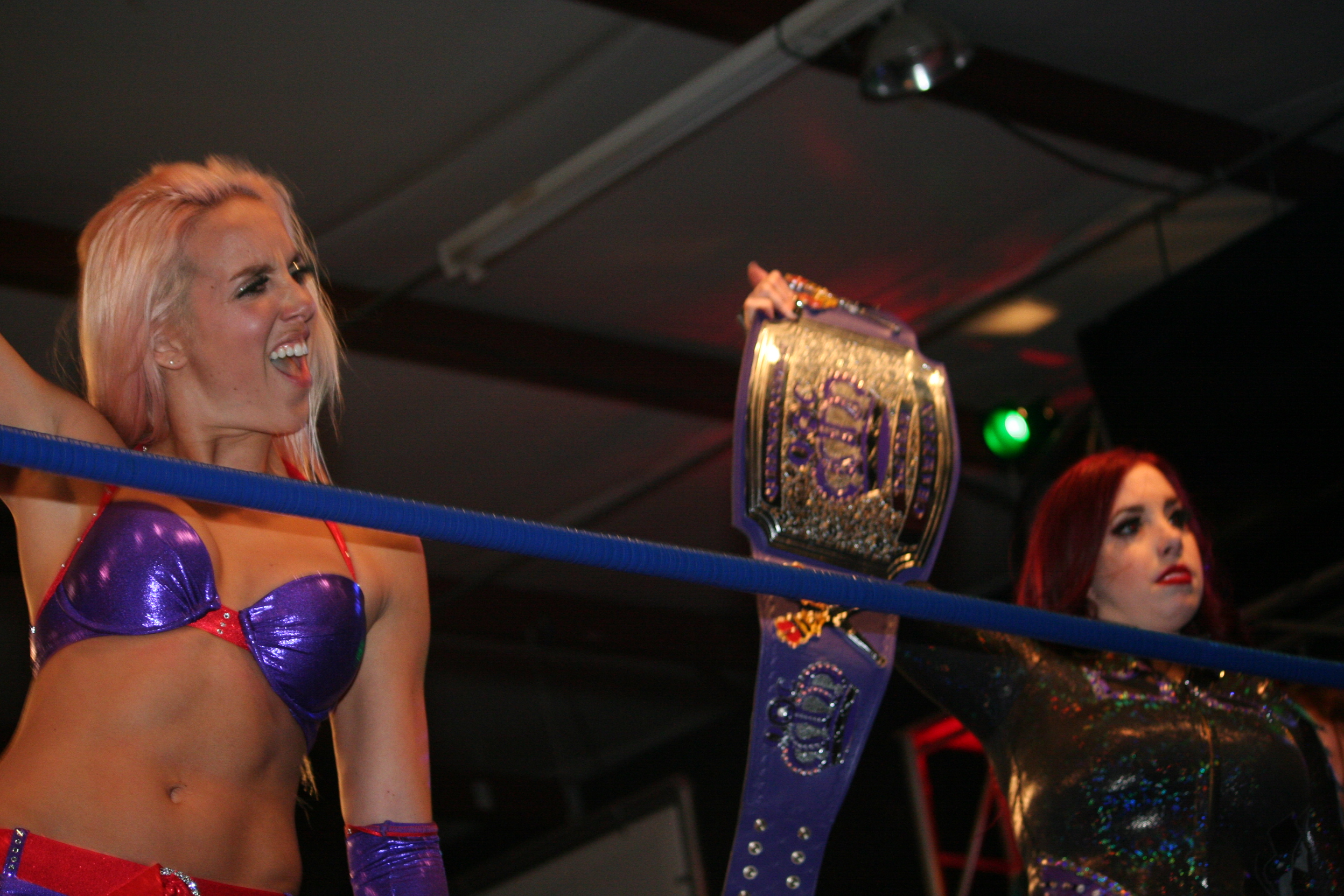
Chelsea (izquierda) con Taeler Hendrix como The Queens of Combat Tag Team Champions

### Circuito independiente  (2014-2018)
Con el nombre de Jaida, Green empezó a luchar en Elite Canadian Championship Wrestling. En su primera lucha el  31 de mayo  de 2014,  en el evento ECCW Better Than You formó equipo con Brady Malibu & MR2 perdiendo un six-man tag match contra Billy Suede, Kenny Lush & Nicole Matthews. El 28 de junio en el evento ECCW We Will Riot, Jaida recibió su primera lucha por el título contra Nicole Matthews por el ECCW Women's Championship, lucha ganada por Matthews. Jaida se unió luego a un torneo por el citado campeonato, ganando la primera ronda contra Kaitlin Diamond. Entre los siguientes eventos de ECCW el torneo se llevó a cabo, Jaida se enfrentó a Nicole Matthews en luchas mano a mano y en equipos, perdiendo ante Matthews. El 8 de diciembre de 2014, en la conclusión de torneo por el ECCW Women's Championship, Jaida perdió contra Kate Carney en las semifinales. Perdió durante el último mes del 2014 contra Nicole Matthews y Violet, en una lucha por equipos, con Cat Power en el evento ECCW Wrestling With Hunger.
El 17 de enero de 2015, en el evento ECCW Ballroom Brawl 3, Jaida hizo equipo con Cat Power perdiendo ante Bambi Hall y Veda Scott. El siguiente mes en el evento ECCW Blockbuster, Jaida no logró capturar el Women's Champion de Cat Power. El 28 de marzo en el evento ECCW Slay The Dragon, Jaida cayó ante Violet. En los siguientes dos eventos Jaida compitió teniendo dos derrotas consecutivas, incluyendo el evento ECCW/BWW Proving Ground, en una lucha contra  Riea Von Slasher, y en el evento ECCW/BWW Kelowna Invasion 4, haciendo equipo con Tony Baroni, contra The Von Slashers (Cremator Von Slasher & Riea Von Slasher). En el evento ECCW Better Than You, Jaida luchó por el ECCW Women's Championship de Cat Power, perdiendo ante Power en su lucha titular. El 1 de mayo en el evento ECCW Triumph, Jaida volvió a perder ante Cat Power en una lucha por equipos.
El 15 de agosto, Jaida luchó en BWW Crazy From The Heat II, perdiendo ante Nicole Matthews. El 9 de abril, Jaida luchó en un de las dos promociones del evento entre Elite Canadian Championship Wrestling y Big West Wrestling. En el primer evento entre ECCW/BWW Proving Ground durante este Jaida perdió contra Riea Von Slasher. El 10 de abril, Jaida hizo equipo con Tony Baroni perdiendo en el evento ECCW/BWW Kelowna Invasion 4 contra The Von Slashers (Cremator Von Slasher & Riea Von Slasher).
Durante el 22 de mayo en la edición de ASW, Jaida perdió contra la campeona Bambi Hall en una lucha por el AWS Women's title. El 26 de junio, en ASW Girls Gone Wrestling, Jaida se unió al torneo por el ASW Women's Championship, derrotando a Bambi Hall en la semifinal. En la lucha final de evento, Jaida derrotó a Kat Von Heez. En la final del torneo, Jaida derrotó a Giselle Shaw ganando el vancate ASW Women's Championship. En ASW Girls Gone Wild, Jaida defendió el título especialmente en ASW Girls Gone Wild contra la retadora Vixen.
El 29 de noviembre de 2015, en QOC 7, Jaida debutó perdiendo ante Crazy Mary Dobson, posteriormente junto a Taeler Hendrix ganarían los campeonatos en parejas. El 1 de septiembre del 2018 en el evento All In, Green se enfrentó a Britt Baker, Madison Rayne y Tessa Blanchard, pero sería esta última la que ganara el encuentro.

### Total Nonstop Action Wrestling / Impact Wrestling (2016-2018)

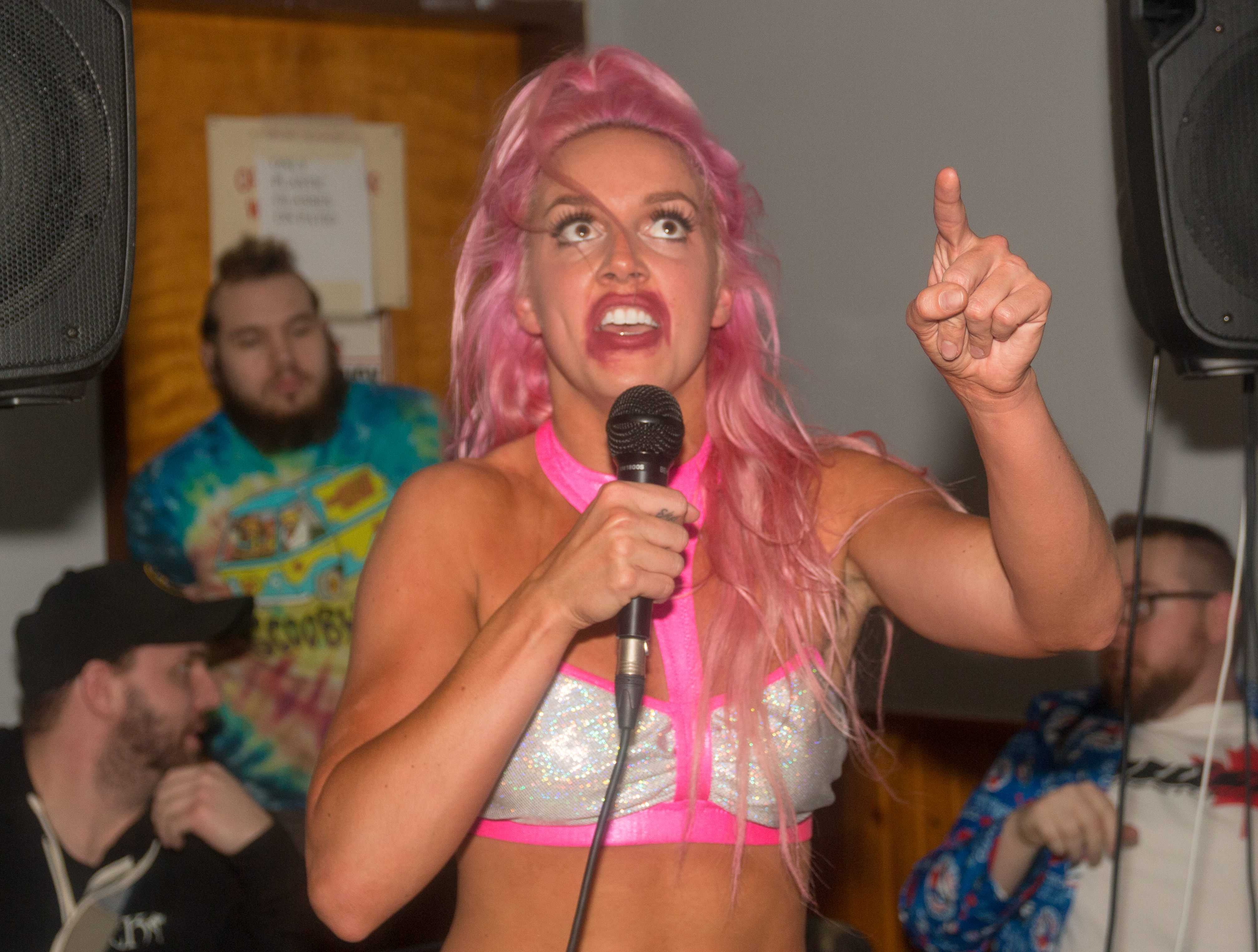
Green en un show de PWA llevado a cabo en febrero del 2018.

Chelsea tuvo su debut en la compañía en el PPV One Night Only: One Night Only: Live en un #1 Contenders Knockouts Gauntlet match por el TNA Knockouts Championship, entrando de número cuatro eliminando a Rebel, pero no logró ganar siendo eliminada por Awesome Kong. El 21 de junio de 2016 se anunció que Green firmó un contrato con TNA como nueva Knockout.
El 29 de septiembre debutó como Heel bajo el nombre Laurel Van Ness venciendo a Madison Rayne, uniéndose al stable liderado por Maria Kanellis y Mike Bennett. Luego, empezó un feudo con Allie, la protegida de María, ya que Allie había iniciado una relación con Braxton Sutter y María se oponia, presentando a Laurel como una mejor candidata. Para asegurarse de su éxito, María amenazaba a Sutter con despedir a Allie si no salía con Laurel. El 23 de febrero de 2017, Laurel y Braxton contraerían matrimonio (Kayfabe), pero Sutter se negó alegando que era correspondido a Allie.
Kanellis intentó despedir a Allie pero esta la atacó y al mismo tiempo que Sutter y Bennett se atacaban, Van Ness caería en un pozo depresivo que se transformaría en su nuevo gimmick, aún enfeudada con Allie pero ahora integrando un stable con Sienna, Kongo Kong y KM, posteriormente empezaría una relación con Grado, aunque este también la rechaza pero en esta ocasión porque ella es canadiense.
A finales del 2017 entraría al torneo para coronar a la nueva campeona de las Knockouts, después de que Gail Kim dejará vacante dicho campeonato debido a su retiro, durante el torneo Laurel eliminó a KC Spinelli y Madison Rayne, para avanzar a la final contra Rosemary, misma que ganó coronándose por primera vez como Campeona de las Knockouts el 8 de noviembre (transmitido el 14 de diciembre). Durante esa época se reportó que después de ganar el campeonato pidió su liberación de contrato pero la compañía se negó. El 15 de enero del 2018, su petición fue finalmente concedida después de terminar las grabaciones para televisión, perdiendo el campeonato ante Allie.

### Lucha Underground (2018)
Debutó el 25 de febrero en la cuarta temporada de Lucha Underground bajo el nombre de ring Reklusa, manteniendo ciertos aspectos del gimmick de novia despechada de Impact. En el programa tuvo dos luchas, la primera siendo una Fatal 4 Way junto a Jeremiah Crane, XO Lishus y Marty Martinez, y luego cayendo derrotada ante Pentagón Dark.

### WWE (2014-2021)

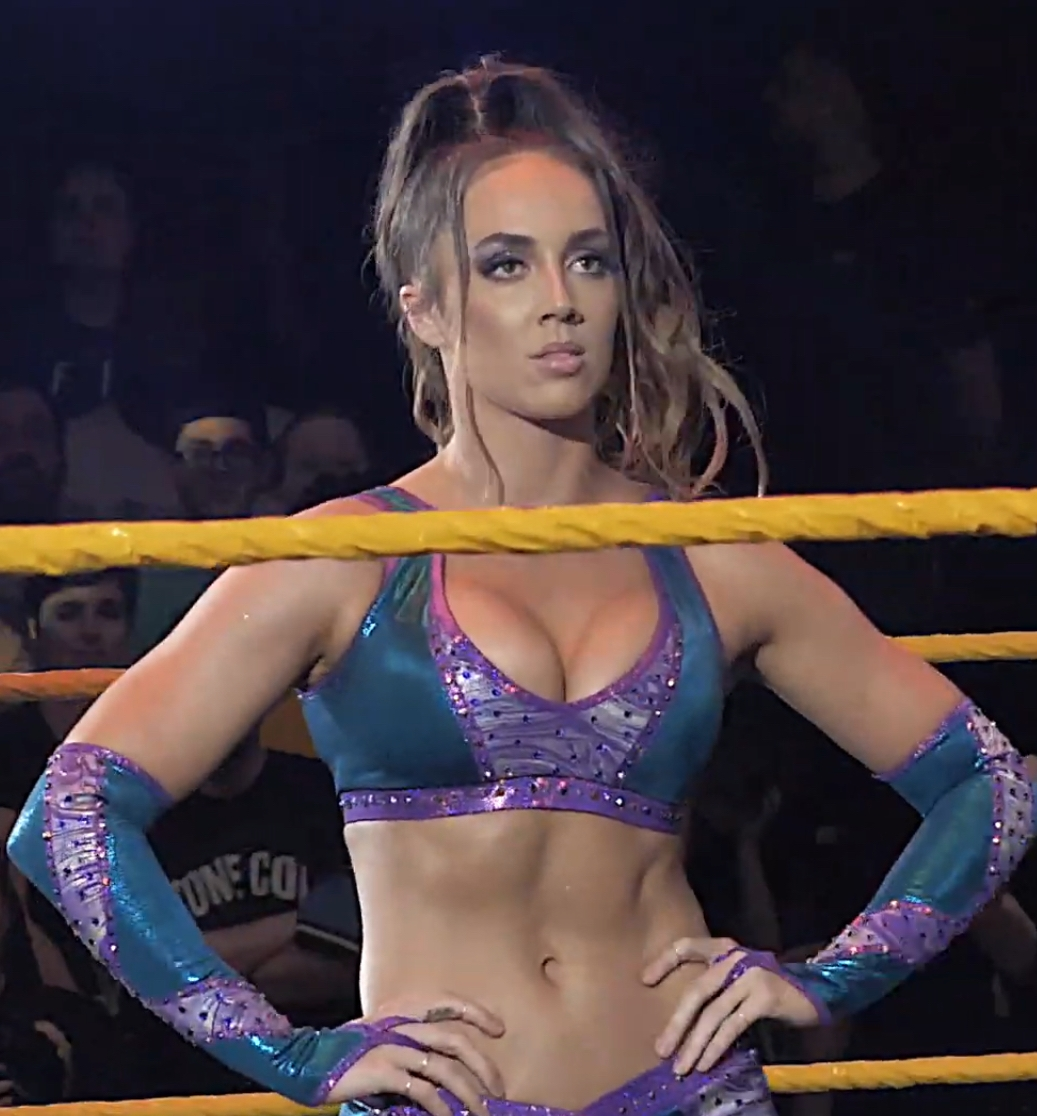
Green en 2020 durante su paso por NXT.

Green debutó en Monday Night Raw siendo inducida por Stephanie McMahon como Megan Miller la fisioterapeuta Daniel Bryan durante su feudo con Brie Bella, donde dijo que tenía un romance con Daniel, después fue atacada por Brie, que la abofeteó y esta presentó cargos contra Brie. Green fue una de los catorce participantes de  WWE Tough Enough VI después de haber sido un reemplazo para Dianna Dahlgren. Ella fue la séptima eliminada de la sexta temporada de Tough Enough.
El 18 de octubre de 2019 se confirmó la contratación de Green después de aprobar exitosamente su prueba con WWE. Poco tiempo después debutó en un Live Event de NXT enfrentándose a Deonna Purrazzo, pero salió derrotada. 
En el NXT del 15 de enero se enfrentó a Bianca Belair, Candice LeRae, Kacy Catanzaro, Mercedes Martinez, Io Shirai, Mia Yim, Xia Li, Tegan Nox, Shotzi Blackheart, Vanessa Borne, Kayden Carter, Santana Garrett, Shayna Baszler, MJ Jenkins, Catalina García, Deonna Purrazzo y Jessi Kamea en una batalla real por una oportunidad titular ante Rhea Ripley en NXT TakeOver: Portland, sin embargo, salió derrotada. Chelsea debutó en la lista principal como parte de Raw el 23 de diciembre enfrentándose a Charlotte Flair, saliendo derrotada. En Main Event transmitido el 2 de enero de 2020, Chelsea derrotó a Sarah Logan. Participó en el Women's Royal Rumble Match de Royal Rumble entrando de #16, eliminando a Dakota Kai, sin embargo, poco después fue eliminada por Alexa Bliss. El 4 de marzo en NXT, Green derrotó a Shotzi Blackheart ganando una plaza para la lucha femenina de escaleras para NXT TakeOver: Tampa Bay. El 27 de mayo en NXT, formó equipo con la campeona de NXT, Charlotte Flair, derrotando a Rhea Ripley e Io Shirai, horas más tarde después del episodio, Green despidió a Robert Stone. La alianza con Stone terminó por planes creativos que tenía Paul Heyman con ella, gracias a esto fue ascendida a Raw, sin embargo, dichos planes fueron cancelados después de que Heyman fuera destituido de su cargo en la marca.
El 13 de noviembre del 2020, Chelsea regresó como parte de SmackDown compitiendo contra Liv Morgan, Tamina y Natalya, sin embargo, salió derrotada. Al acabar la lucha se confirmó que Green se había roto la muñeca izquierda, por lo que fue llevada a urgencias durante el combate.
Firmó una extensión por 3 años con la WWE. Sin embargo, el 15 de abril de 2021, Green fue liberada de su contrato. En una entrevista reveló varios aspectos sobre su corto paso por la empresa, entre ellos se destacan dos storylines que nunca vieron la luz. En una de estas historias se pretendía revivir el feudo entre Mickie James y Trish Stratus del 2006, con Green interpretando el papel de James, mientras que en la segunda historia, Chelsea formaría  una facción femenina que también estaría compuesta por Vanessa Borne y Santana Garrett, además de su cambio de nombre a Victorious, mismo que se daría en su lucha debut en SmackDown, sin embargo, debido a su lesión todos estos proyectos fueron dejados de lado.

### Ring of Honor (2021)
El 11 de julio de 2021, Green hizo su debut en Ring of Honor (ROH) durante Best in the World cuando fue presentada por Lenny Leonard y Maria Kanellis como competidora del torneo del Campeonato Mundial Femenino de ROH. Pero no pudo competir por una recaida de su lesión en la muñeca.

### Regreso a Impact Wrestling (2021-2022)
El 17 de julio en Slammiversary, Green hizo su regreso a Impact Wrestling, haciendo equipo con su novio en la vida real, Matt Cardona, para derrotar a Brian Myers y Tenille Dashwood.
En Hard To Kill, se enfrentó a  Lady Frost, Alisha (quien estaba reemplazando a Rachael Ellering), Tasha Steelz, Jordynne Grace y a Rosemary en la primera Knockouts Ultimate X Match por una oportunidad por el Campeonato de Knockouts de Impact, sin embargo perdió.  En el episodio del 24 de marzo de 2022 en Impact Wrestling, Green y Cardona atacaron a Mickie James después de que James fuera derrotado por Steelz en una lucha callejera, volviéndose rudo en el proceso.
En el episodio del 21 de julio de Impact!, Green junto a Deonna Purrazzo, ahora conocidas como VXT, se enfrentaron a la campeona de Knockouts, Jordynne Grace y Mia Yim, saliendo victoriosas. El 12 de agosto en el pre-show de Emergence, VXT derrotó a Rosemary y Taya Valkyrie para ganar el Campeonatos de Knockouts en parejas de Impact. Perdieron los títulos el 7 de octubre en Bound for Glory ante Death Dollz(Jessicka, Rosemary y Valkyrie), terminando con su reinado a los 56 días. La última lucha de Green se celebró el 10 de noviembre en Impact, misma donde salió derrotada por Mickie James; después del encuentro se publicó un segmento donde se le ve irse del arena mientras Deonna trata de detenerla.

### Regreso a WWE (2023-presente)
Green hizo su regreso a WWE en el evento pago por visión Royal Rumble entrando a la contienda como el #20 y siendo eliminada por la entonces ganadora Rhea Ripley rompiendo así, el récord de la eliminación más temprana en la batalla femenil. Green apareció en WWE Raw el 31 de enero de 2023 teniendo un segmento con Adam Pierce exigiendo que fuese tratada como una súper estrella declarando así, ser parte del roster de esa marca. En WrestleMania 39, junto a Sonya Deville se enfrentaron a Ronda Rousey & Shayna Baszler, Liv Morgan & Raquel Rodríguez, y Natalya & Shotzi, sin embargo perdieron. En el Raw del 8 de mayo, junto a Sonya Deville iban recogiendo firmas en backstage "en contra de la injusticia", a lo que Xia Li firma, seguidamente se lo propusieron a The Way (Johnny Gargano, Candice LeRae, Indi Hartwell & Dexter Lumis), por lo que Lumis lee la petición y baja el pulgar, a lo que Indi señala que no firmarán nada, provocando que ella y Deville se marchan molestas, asegurando que lo lamentarán, más tarde esa misma noche, continúan recogiendo firmas, hasta que las Campeonas Femeninas en Parejas de la WWE Liv Morgan & Raquel Rodríguez se unen a la causa señalando que, si deseaban una nueva oportunidad titular, tan solo debían pedirla, ya que una vez derroten a Damage CTRL, les darán dicha oportunidad, lo que a Green & Deville ríen a carcajadas, asegurando que la petición es para enfrentarse a Damage CTRL después de que éstas se hagan con los títulos.
En el episodio de Raw del 3 de julio, junto a Sonya Deville participaron en una Tag Team Turmoil Match ganando una oportunidad por los Campeonatos Femeninos en Parejas de la WWE de Liv Morgan & Raquel Rodríguez. a la siguiente semana en Raw, junto a Sonya Deville derrotaron a Kayden Carter & Katana Chance, la siguiente semana en Raw, junto a Sonya Deville derrotaron a Liv Morgan & Raquel Rodríguez ganando los Campeonatos Femeninos en Parejas de WWE por primera vez. Sin embargo, Deville dejaría su mitad del campeonato vacante debido a una lesión en el ligamento cruzado anterior de una de sus rodillas, por lo que el 14 de agosto Green realizó audiciones para una nueva compañera. Piper Niven se autocoronó compañera, siendo aceptada tanto por Green como por WWE como nueva campeona, continuando el reinado original.
El 14 de diciembre de 2024, en el especial Saturday Night's Main Event, Green se coronó como la primera campeona del Campeonato Femenino de los Estados Unidos de WWE luego de vencer a Michin en la final del torneo inaugural. En el camino al título derrotó a Bianca Belair y Blair Davenport, en la primera ronda, y a Bayley en semifinales.

## Vida personal
Chelsea dio a conocer que sus ídolos de lucha libre en su adolescencia fueron Bret Hart y Trish Stratus, así mismo siente una grande admiración por Billy Gunn, Gail Kim y Lance Storm.
En 2017, Green dio a conocer que mantenía una relación sentimental con Matt Cardona, con quien se comprometió y el 31 de diciembre de 2021 contrajo matrimonio.

## Campeonatos y logros

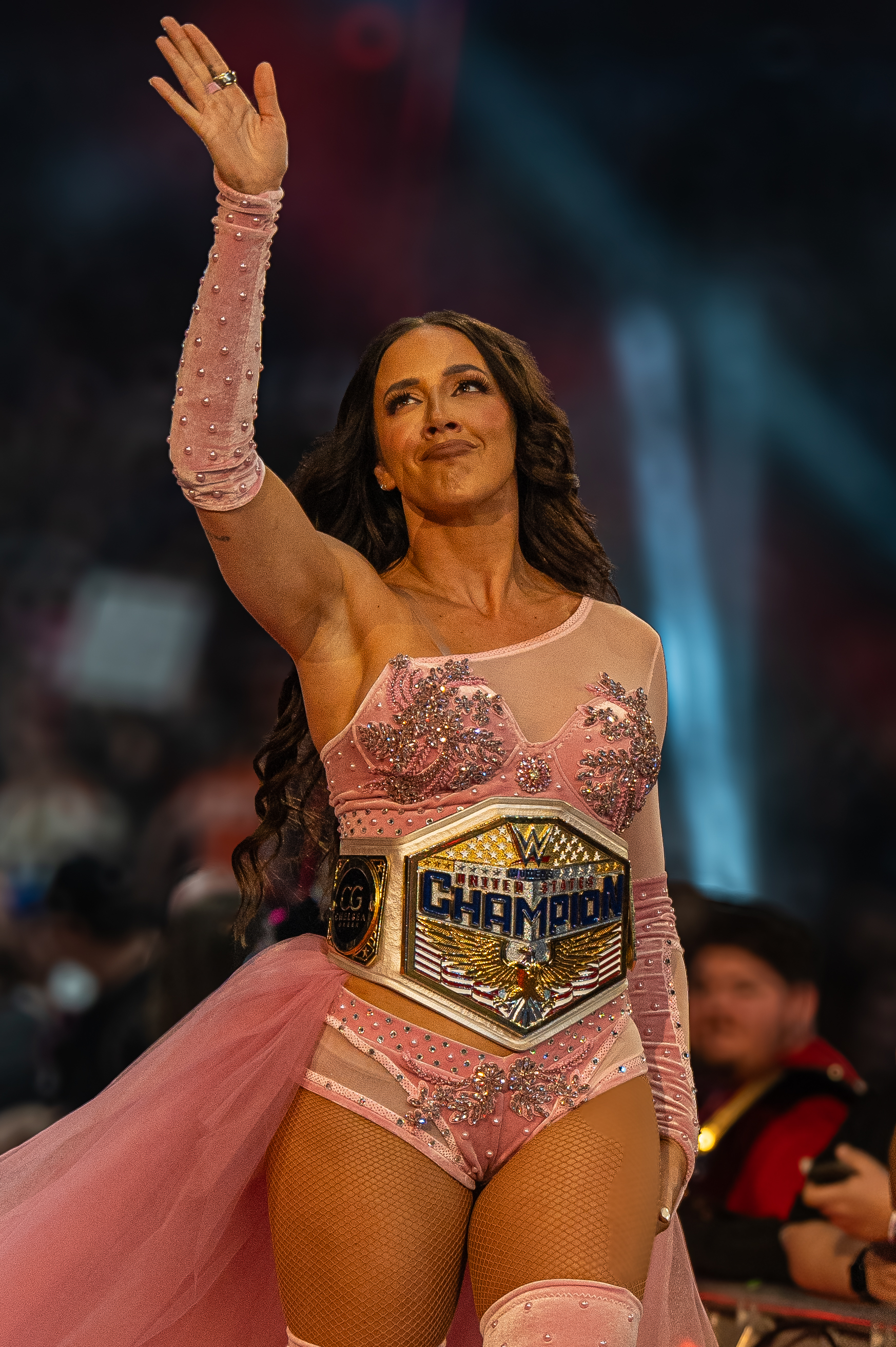
Green entrando al Royal Rumble 2025 luciendo el WWE Women's United States Championship.

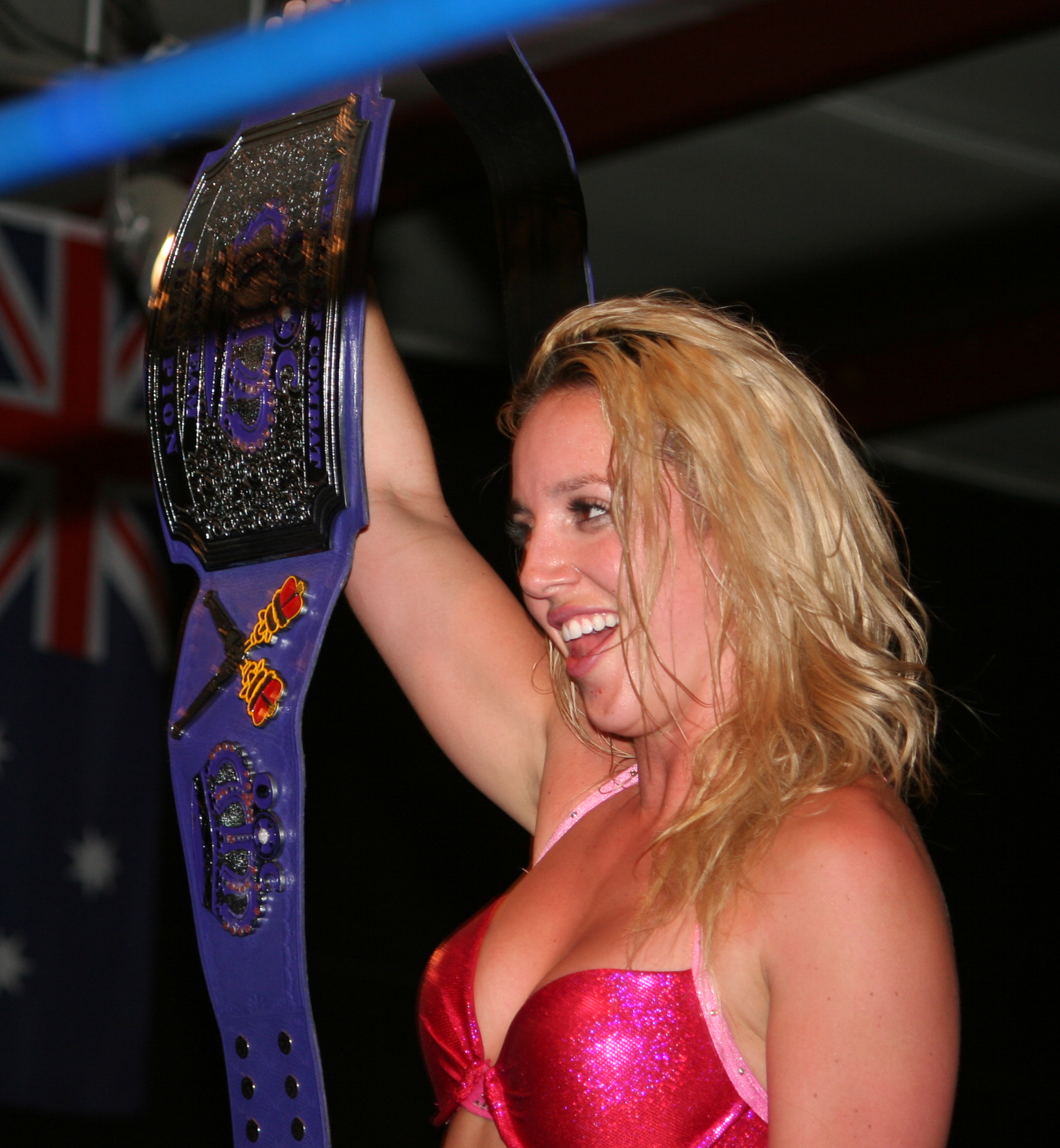
Green sosteniendo el The Queens of Combat Tag Team Championship.

- All-Star Wrestling (British Columbia)
  - ASW Women's Championship (1 vez)

- Impact Wrestling
  - Impact Knockouts Championship (1 vez)
  - Impact Knockouts Tag Team Championship (1 vez) - con Deonna Purrazzo

- National Wrestling Alliance
  - NWA Women's Invitational Cup (2021)

- Pro Wrestling 2.0
  - PW2.0 Tag Team Championship (1 vez) - con Santana Garrett

- Queens of Combat
  - QOC Tag Team Championship (1 vez) – con Taeler Hendrix[18]
  - QOC Tag Team Championship Tournament (2017) - con Taeler Hendrix[19]
- WWE
  - WWE Women's Tag Team Championship (1 vez) – con Sonya Deville y Piper Niven.[20]
  - WWE Women's United States Championship (1 vez, inaugural)

- Pro Wrestling Illustrated
  - Situada en el N°26 en el PWI Female 50 en 2017
  - Situada en el N°52 en el PWI Female 100 en 2018
  - Situada en el N°135 en el PWI Female 150 en 2021
  - Situada en el N°75 en el PWI Female 150 en 2022
  - Situada en el N°150 en el PWI Female 150 en 2023
  - Situada en el N°112 en el PWI Female 150 en 2024